# Crespo (Entre Ríos)
Crespo é um município da província de Entre Ríos, na Argentina.